# Karlín (okres Hodonín)
Karlín (německy Charlottenfeld) je obec v okrese Hodonín v Jihomoravském kraji, 3,5 km severně od Čejče. Žije zde 189 obyvatel.

## Historie
V katastru Karlína bývala zaniklá obec Šenstras. Poprvé byla písemně zmíněna v roce 1292, kdy ji majitelé prodali templářům v Čejkovicích. Během česko-uherských válek zpustla. Ještě v roce 1492 byl v Šenstrasu dvůr a kostel. Zdejší pozemky patřily násedlovickému statku, ale pro velkou vzdálenost nebývaly obdělávány. Proto majitel ždánického panství kníže Alois z Lichtenštejna založil 30. července 1792 novou osadu Charlottenfeld, pojmenovanou po jeho manželce Karolině (Karoline Engelberte Felicitas zu Manderscheid-Blankenheim). Prvními obyvateli, se kterými sepsal smlouvu, bylo 28 osadníků z okolí. Při založení bylo postaveno 24 domů a severně od obce dvůr Karlov. Obec byla přifařena do Šardic a jako první se zde narodil 4. ledna 1793 Jakub Stodůlka. 1. července 1852 byla obec začleněna do kyjovského okresu. V roce 1810 zde byl založen hřbitov, roku 1855 postavena škola pro 40 dětí a někdy v té době začala i výstavba kaple kaple svatého Karla Boromejského. Charlottenfeld byl v roku 1870 počeštěn na Karlín. Rybník pro chov ryb byl obnoven v roce 1885. Čtenářský spolek byl založen roku 1899.
V letech 1905–1930 zde byla provozována cihelna. Roku 1927 byla postavena silnice z obce ke státní silnici mezi Čejčí a Násedlovicemi. Kulturní dům byl postaven v roce 1936. Obec byla 17. dubna 1945 osvobozena Rudou armádou po dlouhých bojích, při kterých padlo 77 sovětských vojáků. Vyhořelo přitom 19 domů, 3 byly těžce poškozeny a 56 bylo zasaženo při dělostřelecké palbě. Zemřelo také 5 místních občanů. V roce 1989 byl obnoven obecní úřad a Karlín se stal opět samostatnou obcí. Roku 2015 Karlín získal obecní znak a vlajku. Několik desítek let se v Karlíně pořádají motokrosové závody.

## Obyvatelstvo

### Struktura
Vývoj počtu obyvatel za celou obec i za jeho jednotlivé části uvádí tabulka níže, ve které se zobrazuje i příslušnost jednotlivých částí k obci či následné odtržení.
| Místní části   | Místní části | 1896 | 1880 | 1890 | 1900 | 1910 | 1921 | 1930 | 1920 | 1961 | 1970 | 1980 | 1991 | 2001 | 2014 |
| -------------- | ------------ | ---- | ---- | ---- | ---- | ---- | ---- | ---- | ---- | ---- | ---- | ---- | ---- | ---- | ---- |
| Počet obyvatel | část Karlín  | 215  | 268  | 219  | 284  | 419  | 412  | 443  | 377  | 384  | 333  | 283  | 217  | 209  | 234  |
| Počet domů     | část Karlín  | 56   | 59   | 57   | 70   | 80   | 80   | 103  | 101  | 94   | 93   | 89   | 95   | 93   |      |

## Pamětihodnosti
- Kaple svatého Karla Boromejského z roku 1882.
- Přírodní památka Zápověď u Karlína na ploše 1,8 ha jihozápadně od obce je Evropsky významná lokalita, ve které rostou ohrožené druhy hadinec červený, kavyl Ivanův, kosatec různobarvý, kozinec rakouský, mochna rozkladitá, pampeliška pozdní, hlaváček jarní, sasanka lesní, zvonek sibiřský či hvězdnice zlatovlásek. Z hmyzu zde žije vřetenuška třeslicová, modrásek jetelový, modrásek vičencový, lišaj pryšcový, chrobák ozbrojený, agapanthia dahli, cvrček polní, cvrčivec révový, kobylka křídlatá a kudlanka nábožná.
- Pomník padlým z roku 1975 připomíná 5 padlých vojáků z první světové války, 77 padlých rudoarmějců při osvobozování obce v dubnu 1945 a 5 místních občanů, kteří v bojích zahynuli.
- Muzeum v domě č. 41, které obec otevřela v roce 2022.[11]

## Galerie

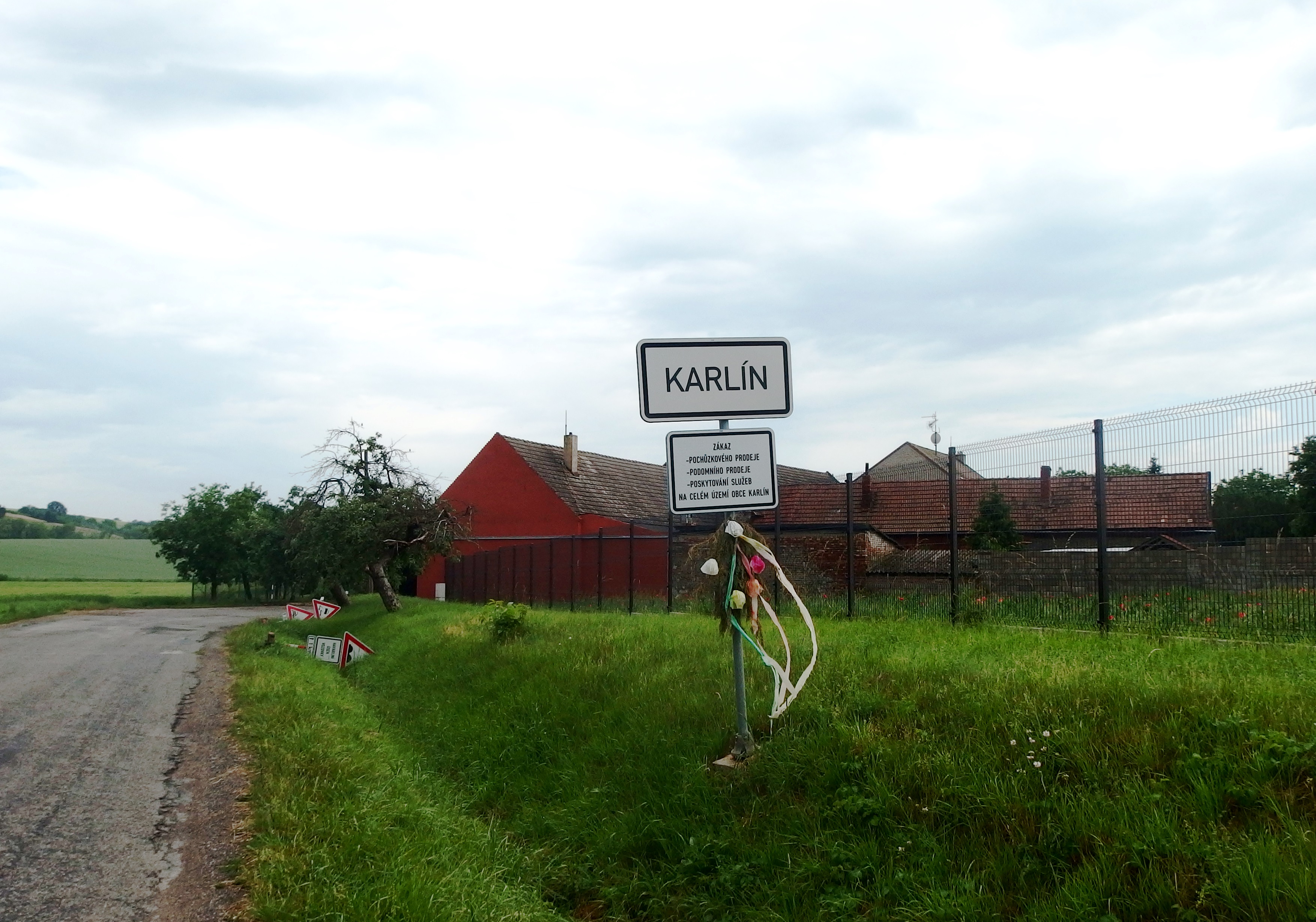
Příjezd od Násedlovic
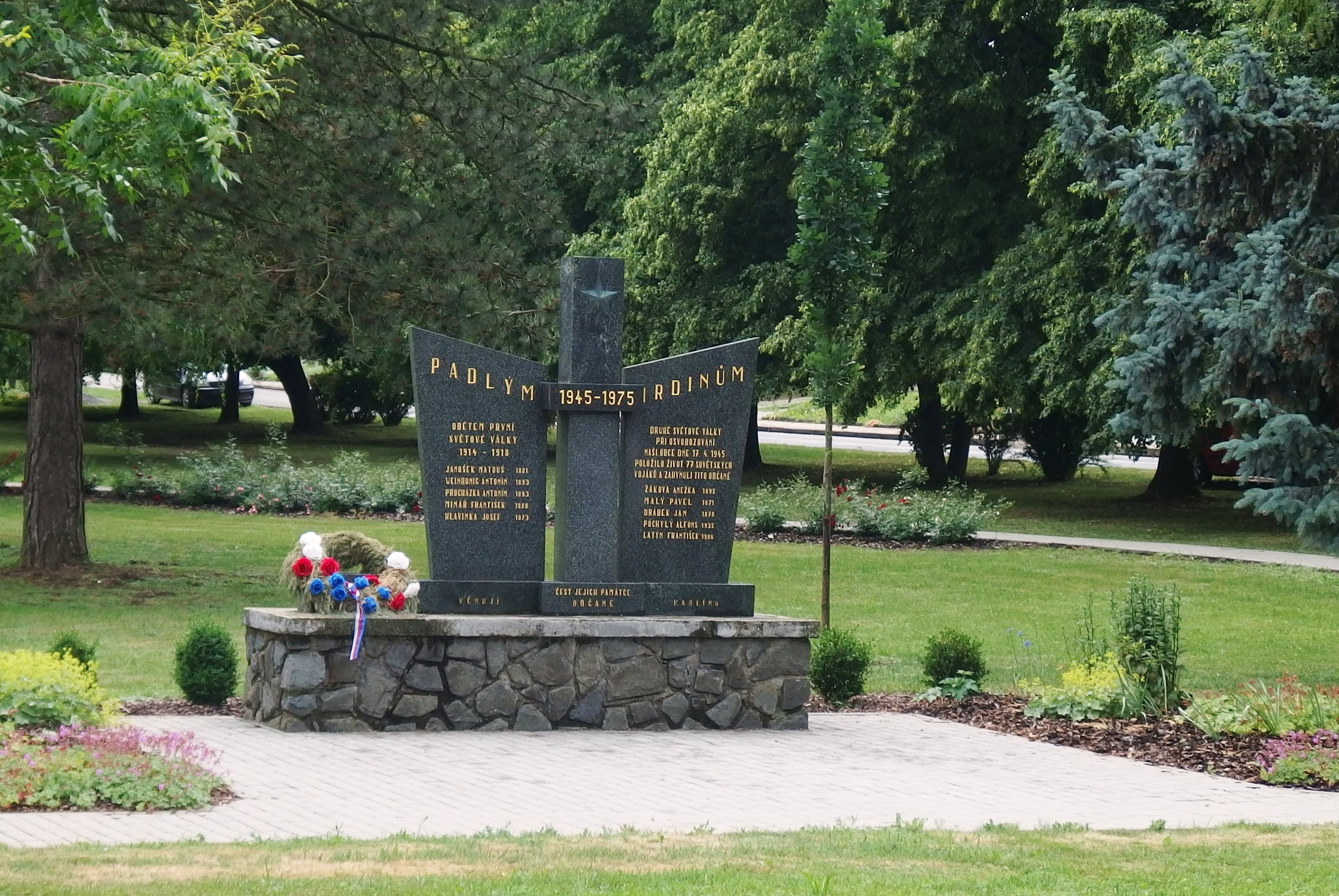
Pomník obětem I. a II. sv. války
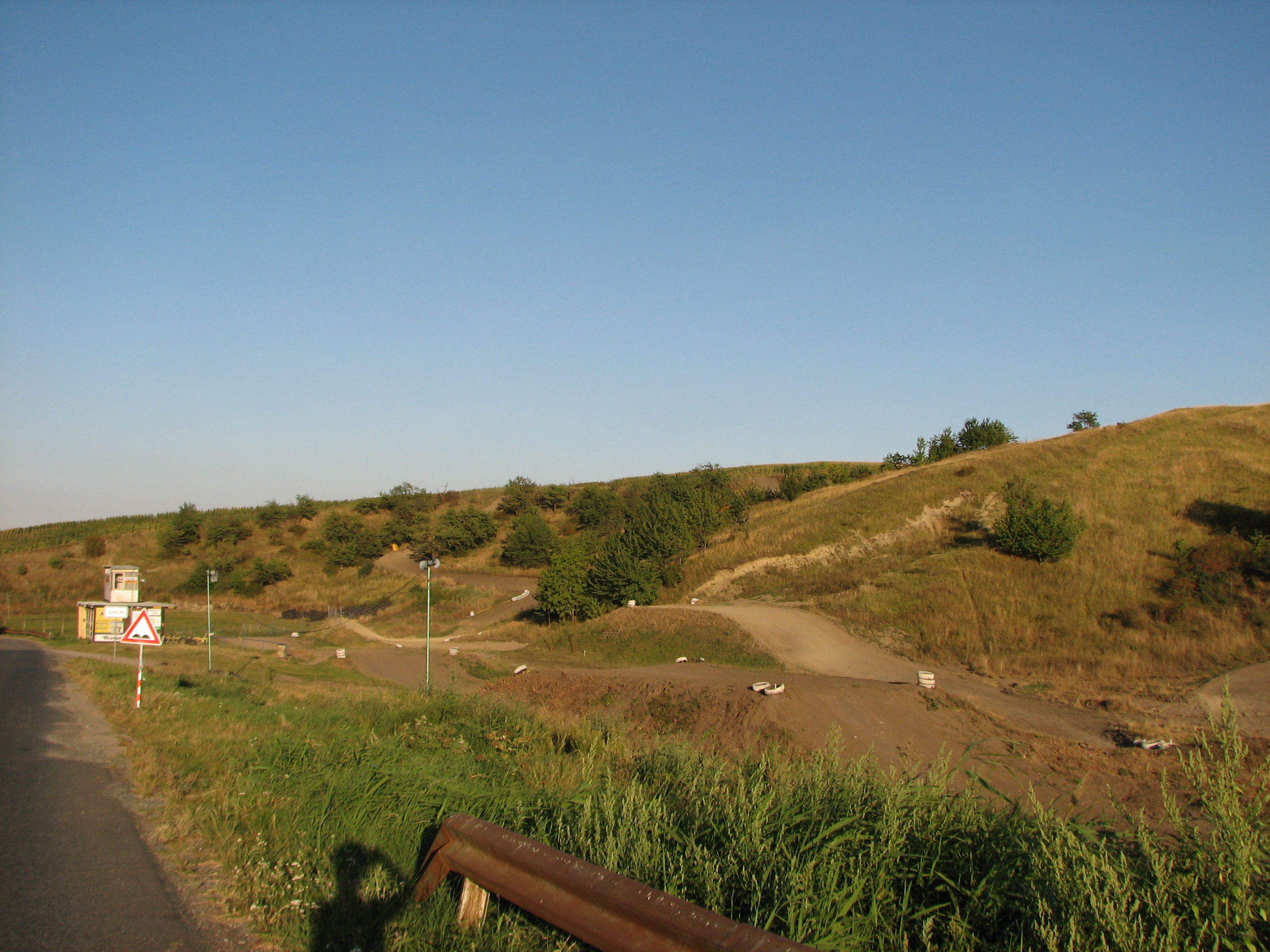
Motokrosový areál
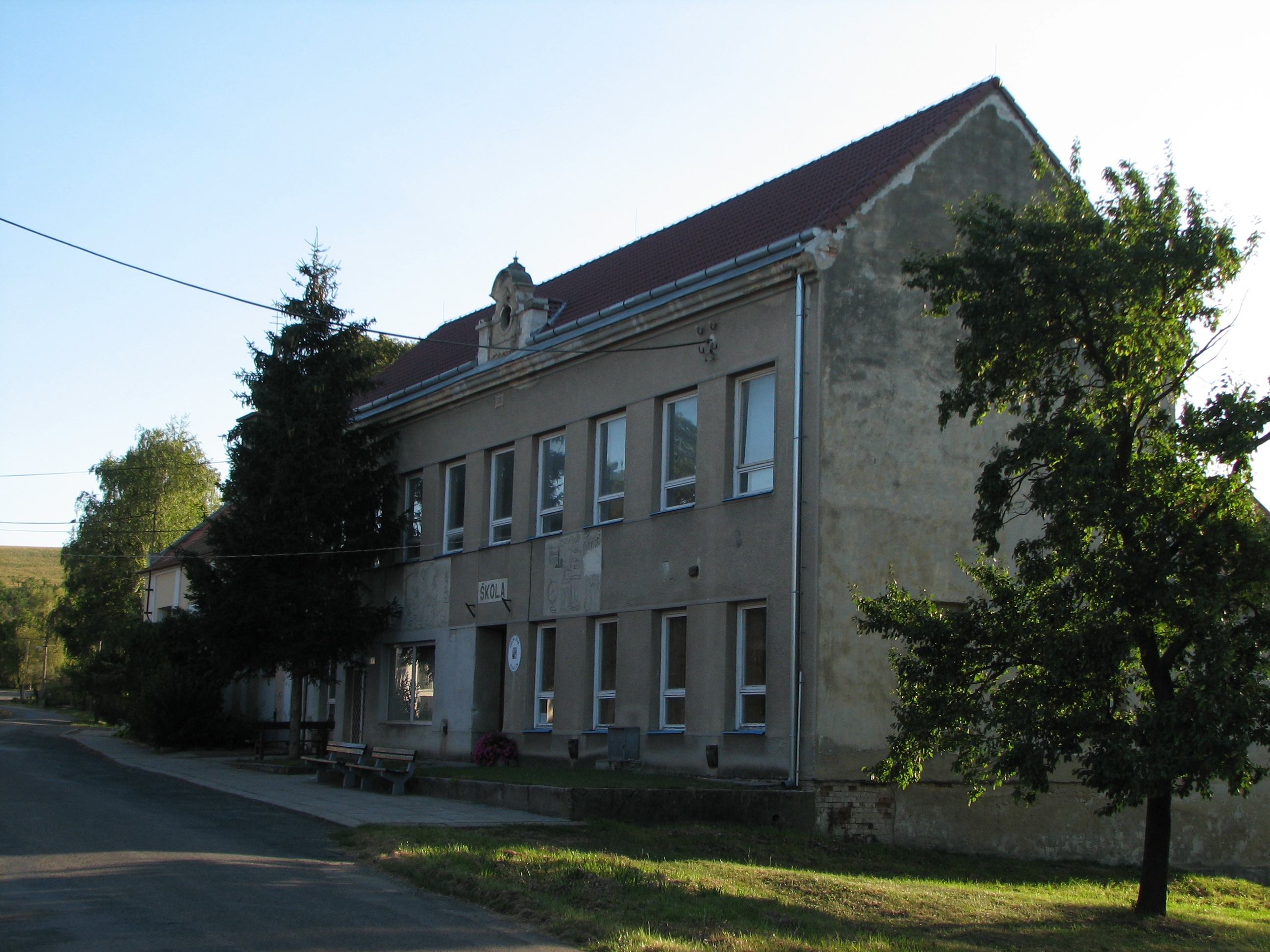
Obecní úřad